# Geigeria lata
Geigeria lata là một loài thực vật có hoa trong họ Cúc. Loài này được (Hochst. & Steud.) Oliv. & Hiern mô tả khoa học đầu tiên.